# Тейхманн, Гари
Гари Хэмилтон Тейхманн (англ. Gary Hamilton Teichmann, родился 9 января 1967 года в Гвело) — южноафриканский регбист, выступавший на позиции восьмого. Играл за сборную ЮАР в 1995—1999 годах, был её капитаном; чемпион мира 1995 года.

## Ранние годы
Родился 9 января 1967 года в Гвело (Родезия, ныне Зимбабве). В возрасте 11 лет уехал в ЮАР. Окончил колледж Хилтон, учился также в сельскохозяйственном колледже Седара. Регби занялся во время учёбы в университете Наталь в Питермарицбурге, затем был приглашён в команду провинции Натал в Кубок Карри, где дебютировал в 1991 году. Под руководством тренера Яна Макиинтоша стал капитаном, в 1992, 1995 и 1996 годах выигрывал Кубок Карри с командой (в 1995 и 1996 год как капитан); в 1993 и 1999 годах с командой занимал второе место, в 1994 году вышел в финал чемпионата Супер 10 (предшественник Супер Регби).
В 1996 году на базе команды Натал был создан регбийный клуб «Шаркс», который стал участником турнира Супер 12 (ныне Супер Регби), и Тейхманн стал капитаном этой команды. В 1998 году он дошёл с командой до финала Супер 12. Всего он сыграл 144 матча за провинцию Наталь и за «Шаркс».

## Капитан «спрингбоков»
В 1993 году Тейхманн впервые попал в заявку сборной ЮАР на турне по Аргентине, в 1994 году участвовал в турне по Уэльсу и Шотландии. Был в заявке на чемпионат мира 1995 года, не вышел ни разу на поле, но стал чемпионом мира в составе сборной. Первый его официальный тест-матч состоялся 2 сентября 1995 года против Уэльса в Йоханнесбурге на стадионе «Эллис Парк»: Тейхманн занёс попытку, принеся победу команде со счётом 40:11. В 1996 году после шести встреч он стал капитаном сборной: он выводил команду как капитан в 36 тест-матчах с 1996 по 1999 годы, выиграв 26. Это поколение называлось в прессе лучшим в истории регби ЮАР.
С 1997 по 1998 годы «спрингбоки» выиграли 17 матчей подряд, взяв верх над всеми противниками в розыгрыше Кубка трёх наций 1998 года дома и на выезде. 23 июля 1997 года в Претории они победили австралийцев 61:22. 22 ноября того же года ими были биты французы в Париже 52:10, 6 декабря на «Маррифилде» в Эдинбурге побеждены шотландцы 68:10, а 27 июля 1998 года ими разбит Уэльс в Претории 96:13. В Претории ими были побиты ирландцы 33:0, в Порт-Элизабет — итальянцы 74:3. Серия прервалась 5 декабря 1998 года, когда в гостях на «Туикенеме» они потерпели поражение от англичан со счётом 7:13 — в случае гипотетической победы был бы побит рекорд по числу побед подряд, установленный новозеландцами в 1969 году. Тем не менее, Тейхманн установил рекорд в 39 тест-матчей подряд за «спрингбоков», который перебил затем другой капитан Джон Смит.

## Конец карьеры
10 июля 1999 года Тейхманн провёл последнюю игру за сборную против Новой Зеландии в Данидине, в которой «Олл Блэкс» всухую разгромили «спрингбоков» 28:0. После этого тренер команды Ник Маллет, решив, что Тейхманн находится в плохой форме, исключил его из заявки на чемпионат мира в Уэльсе: это обернулось тем, что ЮАР серьёзно сдали, став бронзовыми призёрами, но показав неубедительную игру. В 2000 году Маллет был уволен, а позже признал, что совершил непростительную ошибку, не взяв Тейхманна в Уэльс. Тейхманн считал, что тренер с ним поступил несправедливо.
Он уехал в Уэльс, где играл два года за клуб «Ньюпорт» (сумма трансфера составила 250 тысяч фунтов): он выиграл с ним Кубок вызова Валлийского регбийного союза в 2001 году, который стал для команды первым за 24 года. По окончании сезона он завершил карьеру, не продлив контракт с командой. В мае 2001 года провёл последнюю игру в карьере — за клуб «Барбарианс» против Уэльса.

## Стиль игры
При своих крупных антропометрических параметрах (рост 195 см и вес 100 кг) Тейхманн в игре всегда следовал духу фэйр-плэй, стремясь не нарушать правила борьбы, благодаря чему заслужил уважение в мировом регби.

## После карьеры игрока
По состоянию на 2005 год Тейхманн работал советником компании The Sharks (Pty) Ltd., проживал в Дурбане и руководил предприятием по земляным работам. Воспитал дочь Даниэллу. Написал автобиографию «Ради рекорда» (англ. For the Record).